# Casa di Giulietta
La casa di Giulietta è un edificio civile medievale situato in via Cappello a Verona, a breve distanza dalla centrale piazza delle Erbe. Si tratta di uno dei luoghi shakespeariani di Verona, insieme alla tomba di Giulietta e alla casa di Romeo, legato all'ideale universale e positivo dell'amore e per questo divenuto meta di un pellegrinaggio laico e popolare, tanto da essere il monumento più visitato della città.

## Storia
L'edificio che ospita la casa di Giulietta è una casatorre di origine medievale, la cui presenza è attestata per la prima volta in documenti datati al 1351. Nella casatorre era presente la locanda "del Cappello", di proprietà degli eredi di Antonio Cappello, testimoniata anche dalla presenza dello stemma del copricapo sulla chiave di volta dell'arco che affaccia verso il cortile interno. Fu proprio a causa dello stemma del cappello che tra XVIII e XIX secolo, quando si svolse la ricerca dei luoghi legati alla tragedia shakespeariana, l'edificio venne erroneamente associato alla famiglia Capuleti, ovvero i Capelletti presenti (insieme ai Montecchi) nel Purgatorio di Dante Alighieri. Nonostante la proprietà cambiò diverse volte nel corso dei secoli, l’edificio mantenne la funzione di locanda, a cui si aggiunsero alcune botteghe artigiane.
Nel 1905 il Comune di Verona acquistò il fabbricato, in parte ceduto nel 1930 per consentire la costruzione del Teatro Nuovo. Infine, nel 1939, il direttore dei musei civici, Antonio Avena, portò a termine l'allestimento della casa-museo. Il suo intervento mescolò decorazioni in stile neomedievale realizzate ex novo su pareti e soffitti insieme a elementi provenienti dalle collezioni civiche, come pietre, colonnine, camini, stemmi e arredi databili tra XIII e XV secolo. Per il balcone furono realizzate appositamente le due mensole di marmo rosso, mentre per la balaustra venne recuperata una lastra medievale proveniente dalle collezioni civiche. Vista la dimensione ridotta della lastra, furono realizzati due allunghi laterali e le chiusure laterali in marmo bianco e pietra di Avesa, su cui furono riprodotti gli stessi archetti della parte centrale.
La popolarità della casa e del balcone crebbe considerevolmente nel secondo dopoguerra. Fu in questo periodo che il nuovo direttore dei musei civici, Licisco Magagnato, a seguito della riforma di Castelvecchio (che lo vide protagonista insieme all'architetto Carlo Scarpa), decise di affrontare il tema della casa-museo. Il percorso venne riordinato e gli ambienti collocati nei cinque livelli completati con un nucleo di opere medievali, tra cui affreschi staccati del tardo XIV secolo, arredi e altri oggetti provenienti dalle collezioni civiche. Infine, il 1 giugno 1973 venne collocata nel cortile la statua bronzea di Giulietta, opera di Nereo Costantini donata dal Lions Club di Verona, segnando la riapertura del museo civico.

## Descrizione

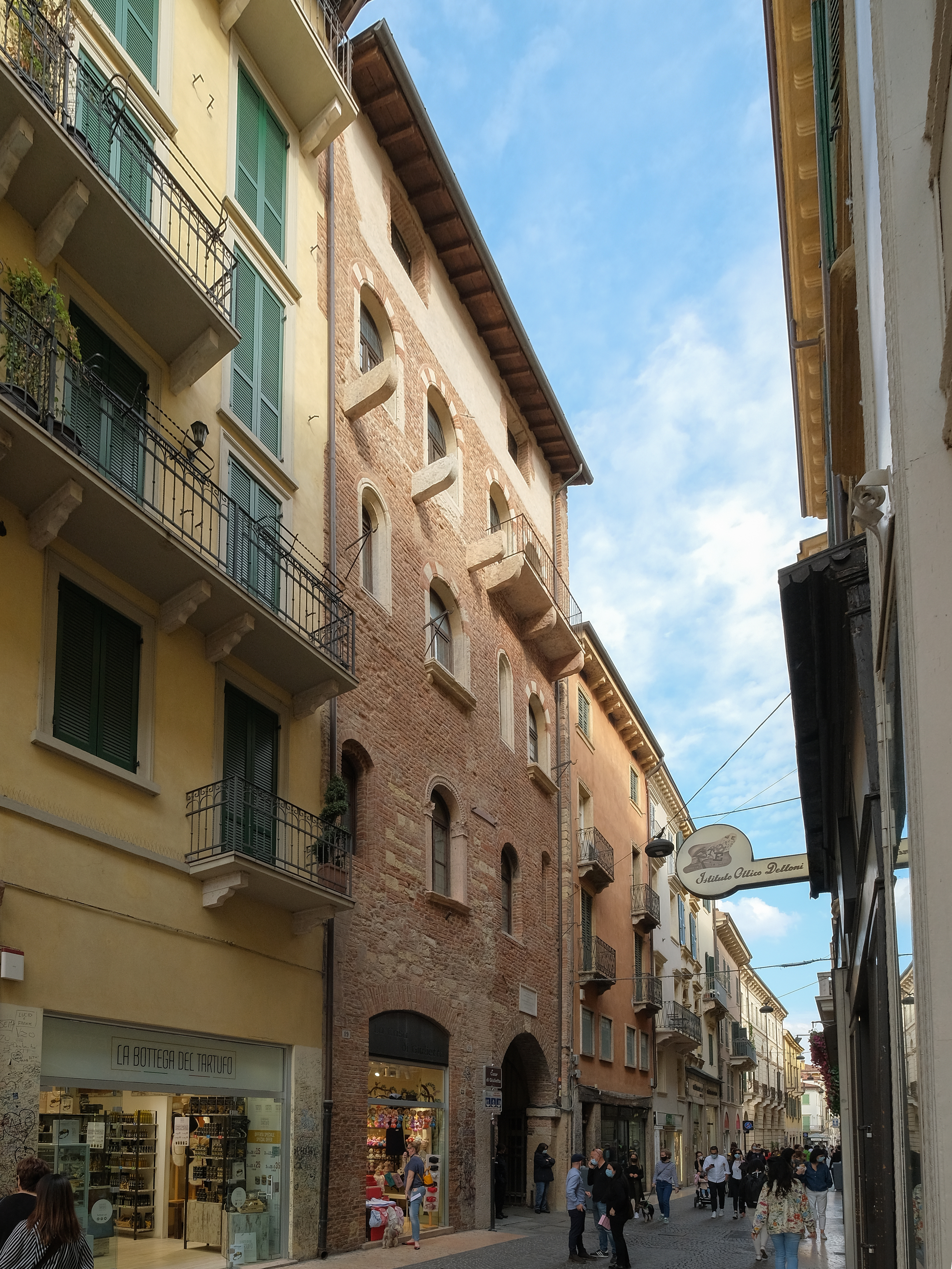
La casatorre vista da via Cappello

La tipologia edilizia che contraddistingue la casa di Giulietta è riconducibile a quella della casatorre medievale. L'impianto si costituisce di due strutture edificate in periodi differenti, fuse in un unico edificio verosimilmente nel XIV secolo, quando furono pertanto necessari dei lavori per uniformarle nell'aspetto, renderle più simili in alzato e allinearle.
L'aspetto attuale della casa-museo si deve all'intervento diretto da Antonio Avena, in particolare la facciata del cortile interno è stata decorata con elementi di reimpiego di epoca tardomedievale e del primo Rinascimento, oltre che con alcuni pezzi neomedievali ispirati a modelli del XIV e XV secolo. Il balcone è composta da una lastra in pietra di Avesa risalente al XIV secolo, proveniente da uno dei palazzi dei signori di Verona, i Della Scala, completata da delle aggiunte in stile e da due mensole modanate. Per il balcone ci si ispirò ai sepolcri pensili del Trecento, soluzione simbolica che voleva alludere al triste destino di Giulietta e Romeo.
All'interno, tra gli ambienti principali vi sono la sala del Balcone, la sala da Ballo e la sala del Letto: il primo è un ambiente riadattato e ispirato al celebre dipinto L'ultimo bacio di Romeo e Giulietta di Francesco Hayez, dove sono ospitate varie opere del XIX e XX secolo sul tema di Romeo e Giulietta; la seconda è caratterizzata da pavimentazione e soffitto lignei, oltre che da un caminetto in marmo rosso di epoca rinascimentale su cui compare una copia dello stemma dei Cappello; infine la sala del Letto, raggiungibile attraverso un ballatoio, con le pareti decorati da una pittura bicroma in stile e in cui si presenta il letto progettato dall'architetto Lorenzo Mongiardino per il film Romeo e Giulietta di Franco Zeffirelli.